# 紅番區
《紅番區》是一部1995年美国与香港合拍的动作喜剧电影，導演為唐季禮。此片乃成龍重要的作品之一，蓋因成龍憑此片成功打入北美市場，奠定其國際巨星之地位，其中由5楼天台跳到对面大厦4楼阳台更成为经典特技镜头之一。繼《奇蹟》及《醉拳II》之後，成龍第三度邀請梅艷芳合作，再次為電影注入喜劇元素。

## 劇情
香港警察馬漢強到美國紐約參加叔父馬驃之婚禮。馬驃在紐約布朗克斯區擁有一家超級市場，欲将其出售。馬漢強把之售予依玲，可是依玲買入後常受紐約布朗克斯區流氓之騷擾，馬漢強經常為依玲出面。後一次偶然下馬漢強認識了蘭茜，牽涉到紐約黑幫之爭鬥。而流氓們在與馬漢強打鬥中有所悔悟，決與馬漢強一起深入黑幫巢穴……

## 演員表
| 演 員  | 角 色        | 備 註 |
| 成龍   | 馬漢強       |       |
| 梅艷芳 | Elaine/伊铃  |       |
| 葉芳華 | Nancy        |       |
| 董驃   | 馬驃         |       |
| 薛春煒 |              |       |
| 岳華   | 華           |       |
| 程可為 | 張太         |       |
| 高雄   | 超級市場買家 |       |
| 周華健 | 冰淇淋小贩   | 客串  |
| 杜德偉 |              | 客串  |

## 獎項
| 頒獎典禮             | 獎項         | 名單         | 結果 |
| -------------------- | ------------ | ------------ | ---- |
| 第32屆金馬獎         | 最佳動作指導 | 唐季禮, 成龍 | 提名 |
| 第32屆金馬獎         | 最佳剪輯     | 張耀宗       | 提名 |
| 第15屆香港電影金像獎 | 最佳電影     | 紅番區       | 提名 |
| 第15屆香港電影金像獎 | 最佳男主角   | 成龍         | 提名 |
| 第15屆香港電影金像獎 | 最佳女主角   | 梅艷芳       | 提名 |
| 第15屆香港電影金像獎 | 最佳女配角   | 葉芳華       | 提名 |
| 第15屆香港電影金像獎 | 最佳新演員   | 葉芳華       | 提名 |
| 第15屆香港電影金像獎 | 最佳動作設計 | 唐季禮、成龍 | 獲獎 |
| 第15屆香港電影金像獎 | 最佳剪接     | 張耀宗       | 提名 |

## 戏仿
TVB《叛逃》中关礼杰饰演的莊有正於劇中教授学员跳到对面楼天台是仿戲成龍紅番區從一大廈的天台跳到對面大廈天台。
电影《一个人的武林》中王宝强饰演的封于修逃避甄子丹饰演的夏侯武时跳到对面大厦天台。

## 外部連結
- 香港影庫上《紅番區》的資料（繁體中文）
- 開眼電影網上《紅番區》的資料（繁體中文）
- 豆瓣电影上《紅番區》的資料 （简体中文）
- 时光网上《紅番區》的資料（简体中文）
- 1905电影网上《紅番區》的资料（简体中文）
- AllMovie上《紅番區》的资料（英文）
- 爛番茄上《紅番區》的資料（英文）
- 互联网电影数据库（IMDb）上《紅番區》的资料（英文）